# Cúp bóng đá 1000 năm Thăng Long – Hà Nội
Giải bóng đá quốc tế Cúp 1000 năm Thăng Long – Hà Nội là một giải đấu bóng đá giao hữu nằm trong chuỗi sự kiện hướng tới đại lễ chào mừng thủ đô Hà Nội tròn 1000 năm tuổi. Đợt 1 của giải đấu được tổ chức tại sân vận động Quốc gia Mỹ Đình, Hà Nội từ ngày 20 tháng 9 đến 24 tháng 9 năm 2010, với sự tham dự của các đội Việt Nam, Cộng hòa Dân chủ Nhân dân Triều Tiên, U-23 Úc và U-23 Kuwait. Đợt 2 của giải được tổ chức tại sân vận động Thống Nhất, thành phố Hồ Chí Minh với sự tham dự của các đội Olympic Việt Nam, U-21 Iran, Olympic Singapore và Olympic Malaysia.

## Kế hoạch tổ chức
Năm 2009, Bộ Văn hóa, Thể thao và Du lịch đã chỉ đạo Tổng cục Thể dục thể thao và Liên đoàn bóng đá Việt Nam tổ chức một giải cúp bóng đá kỷ niệm 1000 năm Thăng Long – Hà Nội, ban đầu gồm ba giải đấu nhỏ. Ba giải đấu này sẽ được tổ chức trên cả ba miền của đất nước (Bắc, Trung, Nam) với quy mô 4 đội mỗi giải và đều lấy tên gọi "Cúp bóng đá quốc tế 1000 năm Thăng Long – Hà Nội".
Theo kế hoạch ban đầu, tại Thành phố Hồ Chí Minh, giải sẽ diễn ra từ ngày 28 tháng 9 đến ngày 2 tháng 10 với khách mời là các đội tuyển quốc gia hoặc U-23 của châu Á. Tại Đà Nẵng, giải diễn ra từ ngày 27 tháng 9 đến ngày 1 tháng 10 với thành phần là các câu lạc bộ thuộc khu vực, chủ nhà là SHB Đà Nẵng. Giải đấu tại Hà Nội, cũng là giải đấu quan trọng nhất, thi đấu từ ngày 20 đến 24 tháng 10, có sự góp mặt của các đại diện thuộc châu Á, Nam Mỹ và châu Âu. Đây sẽ là sự kiện kết thúc 10 ngày trong chuỗi các hoạt động văn hóa thể thao hướng tới kỷ niệm 1000 năm Thăng Long. Tuy nhiên, so với dự kiến, ban tổ chức giải gặp nhiều khó khăn trong việc tìm khách mời, do đó một giải đấu tổ chức tại Đà Nẵng đã bị bãi bỏ, chỉ còn lại hai địa điểm Hà Nội và Thành phố Hồ Chí Minh cho sự kiện chính. Thời gian cuối cùng được ấn định là 20 - 24 tháng 9 tại Hà Nội và 28 tháng 9 - 2 tháng 10 tại Thành phố Hồ Chí Minh.

### Kinh phí
Kinh phí tổ chức Cúp bóng đá Thăng Long bao gồm một phần được trích từ kinh phí của sự kiện 1000 năm Thăng Long, phần khác thông qua kêu gọi tài trợ, dưới sự bảo trợ của Bộ Văn hóa, Thể thao và Du lịch. Do ý nghĩa chính trị - xã hội quan trọng của Đại lễ 1000 năm Thăng Long – Hà Nội, cũng như mong muốn thể hiện tình đoàn kết, hữu nghị giữa các đội tuyển quốc gia nên các đội khách mời hầu như không đặt nặng vấn đề tài chính.

### Giải thưởng
- Đội vô địch: 20.000 USD
- Đội Á quân: 10.000 USD
- Hạng ba: 5.000 USD

### Truyền hình
Các trận đấu của giải được truyền hình trực tiếp trên kênh VTV2 và Bóng đá TV.

## Sân vận động
Giải đấu được tổ chức tại hai sân vận động: Sân vận động Quốc gia Mỹ Đình cho đợt 1, Sân vận động Thống Nhất cho đợt 2.
| Hà Nội                        | Thành phố Hồ Chí Minh   |
| ----------------------------- | ----------------------- |
| Sân vận động Quốc gia Mỹ Đình | Sân vận động Thống Nhất |
| Sức chứa: 40.192              | Sức chứa: 25.000        |
|                               |                         |

## Lịch thi đấu và kết quả

### Khu vực Hà Nội
| VT | Đội               | ST | T | H | B | BT | BB | HS | Đ |  |     |     |     |     |
| -- | ----------------- | -- | - | - | - | -- | -- | -- | - |  | --- | --- | --- | --- |
| 1  | CHDCND Triều Tiên | 3  | 2 | 1 | 0 | 2  | 0  | +2 | 7 |  |     |     | 1–0 |     |
| 2  | Việt Nam (H)      | 3  | 1 | 1 | 1 | 3  | 2  | +1 | 4 |  | 0–0 |     |     | 3–0 |
| 3  | U-23 Úc           | 3  | 1 | 1 | 1 | 2  | 1  | +1 | 4 |  |     | 2–0 |     |     |
| 4  | U-23 Kuwait       | 3  | 0 | 1 | 2 | 0  | 4  | −4 | 1 |  | 0–1 |     | 0–0 |     |

### Khu vực Thành phố Hồ Chí Minh
| VT | Đội                  | ST | T | H | B | BT | BB | HS | Đ |  |     |     |     |     |
| -- | -------------------- | -- | - | - | - | -- | -- | -- | - |  | --- | --- | --- | --- |
| 1  | Olympic Việt Nam (H) | 3  | 2 | 1 | 0 | 4  | 1  | +3 | 7 |  |     | 2–0 |     | 2–1 |
| 2  | Olympic Iran         | 3  | 1 | 1 | 1 | 3  | 3  | 0  | 4 |  |     |     | 1–1 |     |
| 3  | Olympic Singapore    | 3  | 0 | 3 | 0 | 1  | 1  | 0  | 3 |  | 0–0 |     |     | 0–0 |
| 4  | Olympic Malaysia     | 3  | 0 | 1 | 2 | 1  | 4  | −3 | 1 |  |     | 0–2 |     |     |